# Morbus Baastrup

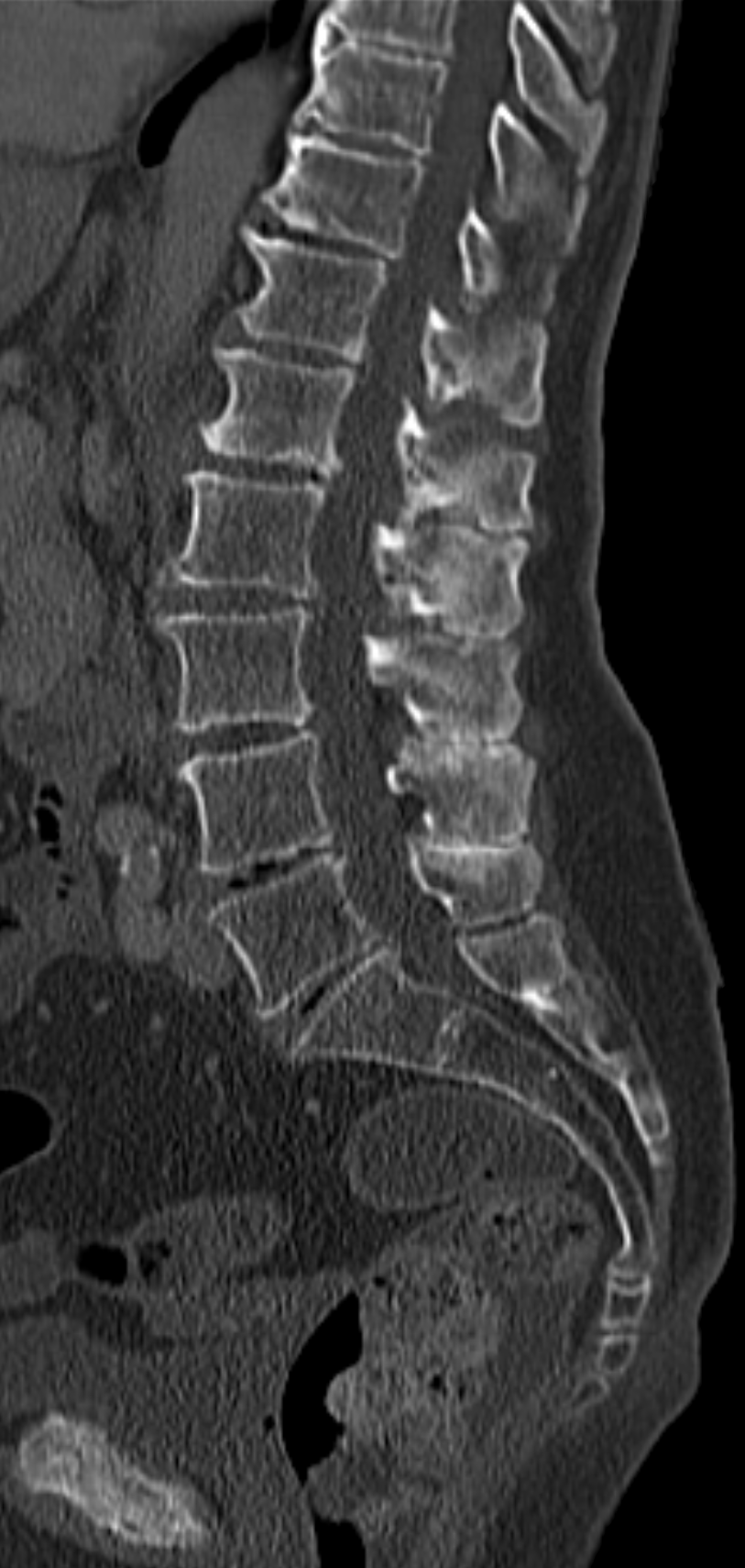
Morbus Baastrup: Darstellung in der Computertomographie, sagittale Rekonstruktion. Die Dornfortsätze der Lendenwirbel reiben aufeinander und zeigen entsprechend degenerative Veränderungen.

Morbus Baastrup, nach Christian Ingerslev Baastrup auch Baastrup-Syndrom oder Baastrup-Zeichen genannt, ist eine Bezeichnung für Rückenschmerzen infolge sich berührender Dornfortsätze (Processus spinosus) und Irritation der umgebenden Weichteile (Bänder und Muskeln). Im englischen Sprachraum wird die Erkrankung daher auch passend „kissing spine disease“ genannt.

## Ursachen
Ursächlich liegt dieser Annäherung meist die allgemeine Degeneration der Wirbelsäule und ein damit einhergehender Höhenverlust zugrunde. Es wird allerdings auch eine Vergrößerung (Hypertrophie) der Dornfortsätze aufgrund starker körperlicher Arbeit diskutiert (kausale Histogenese). Typische Tätigkeit, die eine solche Hypertrophie verursachen mag, kann eine langjährige schaufelnde Tätigkeit (z. B. im Straßenbau) sein.

## Klinik
Bei der Untersuchung gibt der Patient Druck- und Klopfschmerzen über den Dornfortsätzen und den umgebenden Weichteilen an. Bei der Streckung (Extension) der Wirbelsäule zeigt sich eine Verstärkung der Schmerzsymptomatik.

## Diagnose
- Radiologisch: Radiologisch nachgewiesene Berührung von Dornfortsätzen, hauptsächlich im Bereich der Lendenwirbelsäule infolge verstärkter Lordosierung und meist verschleißbedingter Verschmälerung der Bandscheiben mit Ausbildung reaktiver Sklerosen und Nearthrosen. Funktionsaufnahmen in Reklination zeigen eventuell den direkten Kontakt betroffener Dornfortsätze.
- Infiltrationsdiagnostik: Infiltration mit Lokalanästhetikum im Bereich der schmerzhaften Dornfortsätze beseitigt die Schmerzen und sichert somit die Diagnose.

## Therapie
Konservative Therapieansätze:
- Krankengymnastik, Wärmeapplikation, Elektrotherapie, Infiltration mit Entzündungshemmern und Lokalanästhetika usw.

Operative Therapieansätze:
- Beseitigung der Ursache, also Verkleinerung der Dornfortsätze. Da jedoch begleitend häufig weitere Verschleißerscheinungen der Wirbelsäule auftreten, bestehen nicht selten Restbeschwerden.